# Wahlkreis Altamura (Camera dei deputati)
Der Wahlkreis Altamura war von 1993 bis 2005 und ist seit 2017 wieder ein Wahlkreis (italienisch collegio elettorale) für die Wahl der Abgeordnetenkammer.

## Von 1993 bis 2005

### Wahlkreisgebiet
Der Wahlkreis umfasste 4 Gemeinden (Altamura, Gravina in Puglia, Poggiorsini und Santeramo in Colle).

### Wahlergebnisse

#### Parlamentswahl 1994

##### Direktstimmen
| Kandidaten               | Kandidaten                   | Parteien                                          | Stimmen | %    |
| ------------------------ | ---------------------------- | ------------------------------------------------- | ------- | ---- |
|                          | Fabio Perineigewählt         | Progressisti                                      | 32.165  | 45,5 |
|                          | Luigi Nicola Donato Viscanti | Polo del Buon Governo (FI – AN – CCD – UdC – PLD) | 26.213  | 37,1 |
|                          | Giuseppe Giove               | Patto per l’Italia                                | 12.279  | 17,4 |
| Gesamt                   | Gesamt                       | Gesamt                                            | 70.657  | 100  |
|                          |                              |                                                   |         |      |
| Ungültige Stimmen        | Ungültige Stimmen            | Ungültige Stimmen                                 | 9.839   | 12,2 |
| Wähler                   | Wähler                       | Wähler                                            | 80.496  | 84,5 |
| Wahlberechtigte          | Wahlberechtigte              | Wahlberechtigte                                   | 95.211  |      |
|                          |                              |                                                   |         |      |
| Quelle: Innenministerium |                              |                                                   |         |      |

##### Listenstimmen
| Parteien                             | Parteien                        | Parteien                           | Stimmen | %    |
| ------------------------------------ | ------------------------------- | ---------------------------------- | ------- | ---- |
|                                      | Progressisti                    | Partito Democratico della Sinistra | 19.277  | 28,3 |
| Partito della Rifondazione Comunista | Progressisti                    | 6.214                              | 9,1     |      |
| Federazione dei Verdi                | Progressisti                    | 2.726                              | 4,0     |      |
| Partito Socialista Italiano          | Progressisti                    | 1.856                              | 2,7     |      |
| La Rete                              | Progressisti                    | 675                                | 1,0     |      |
| Alleanza Democratica                 | Progressisti                    | 604                                | 0,9     |      |
| ↳ Gesamt                             | Progressisti                    | 31.352                             | 46,0    |      |
|                                      | Polo del Buon Governo           | Alleanza Nazionale                 | 16.271  | 23,9 |
|                                      | Patto per l’Italia              | Partito Popolare Italiano          | 9.145   | 13,4 |
| Patto Segni                          | Patto per l’Italia              | 4.858                              | 7,1     |      |
| ↳ Gesamt                             | Patto per l’Italia              | 14.003                             | 20,6    |      |
|                                      | Programma Italia                | Programma Italia                   | 2.346   | 3,4  |
|                                      | Lista Marco Pannella            | Lista Marco Pannella               | 2.277   | 3,3  |
|                                      | Socialdemocrazia per le Libertà | Socialdemocrazia per le Libertà    | 720     | 1,1  |
|                                      | Lega d’Azione Meridionale       | Lega d’Azione Meridionale          | 292     | 0,4  |
|                                      | Alleanza Popolare               | Alleanza Popolare                  | 267     | 0,4  |
|                                      | Solidarietà e Progresso         | Solidarietà e Progresso            | 156     | 0,2  |
|                                      | Unione Popolare                 | Unione Popolare                    | 135     | 0,2  |
|                                      | Democrazia e Solidarietà        | Democrazia e Solidarietà           | 105     | 0,2  |
|                                      | Utopia                          | Utopia                             | 78      | 0,1  |
|                                      | Alleanza di Programma           | Alleanza di Programma              | 74      | 0,1  |
|                                      | Rinascita Salentina             | Rinascita Salentina                | 49      | 0,1  |
| Gesamt                               | Gesamt                          | Gesamt                             | 68.125  | 100  |
|                                      |                                 |                                    |         |      |
| Ungültige Stimmen                    | Ungültige Stimmen               | Ungültige Stimmen                  | 12.372  | 15,4 |
| Wähler                               | Wähler                          | Wähler                             | 80.497  | 84,5 |
| Wahlberechtigte                      | Wahlberechtigte                 | Wahlberechtigte                    | 95.211  |      |
|                                      |                                 |                                    |         |      |
| Quelle: Innenministerium             |                                 |                                    |         |      |

#### Parlamentswahl 1996

##### Direktstimmen
| Kandidaten               | Kandidaten              | Parteien            | Stimmen | %    |
| ------------------------ | ----------------------- | ------------------- | ------- | ---- |
|                          | Giovanni Divellagewählt | Polo per le Libertà | 32.989  | 48,7 |
|                          | Fabio Perinei           | L’Ulivo             | 32.942  | 48,6 |
|                          | Lorenzo Papangelo       | Ambientalisti       | 1.813   | 2,7  |
| Gesamt                   | Gesamt                  | Gesamt              | 67.744  | 100  |
|                          |                         |                     |         |      |
| Ungültige Stimmen        | Ungültige Stimmen       | Ungültige Stimmen   | 8.912   | 11,6 |
| Wähler                   | Wähler                  | Wähler              | 76.656  | 78,3 |
| Wahlberechtigte          | Wahlberechtigte         | Wahlberechtigte     | 97.905  |      |
|                          |                         |                     |         |      |
| Quelle: Innenministerium |                         |                     |         |      |

##### Listenstimmen
| Parteien                                          | Parteien                             | Parteien                             | Stimmen | %    |
| ------------------------------------------------- | ------------------------------------ | ------------------------------------ | ------- | ---- |
|                                                   | Polo per le Libertà                  | Forza Italia                         | 17.497  | 26,2 |
| Alleanza Nazionale                                | Polo per le Libertà                  | 10.111                               | 15,1    |      |
| CCD – CDU                                         | Polo per le Libertà                  | 5.306                                | 7,9     |      |
| ↳ Gesamt                                          | Polo per le Libertà                  | 32.914                               | 49,2    |      |
|                                                   | L’Ulivo                              | Partito Democratico della Sinistra   | 18.439  | 27,6 |
| Popolari per Prodi (PPI – SVP – PRI – UD – Prodi) | L’Ulivo                              | 2.953                                | 4,4     |      |
| Rinnovamento Italiano                             | L’Ulivo                              | 2.187                                | 3,3     |      |
| Federazione dei Verdi                             | L’Ulivo                              | 981                                  | 1,5     |      |
| ↳ Gesamt                                          | L’Ulivo                              | 24.560                               | 36,7    |      |
|                                                   | Partito della Rifondazione Comunista | Partito della Rifondazione Comunista | 5.376   | 8,0  |
|                                                   | Fiamma Tricolore                     | Fiamma Tricolore                     | 1.063   | 1,6  |
|                                                   | Lista Pannella – Sgarbi              | Lista Pannella – Sgarbi              | 820     | 1,2  |
|                                                   | Partito Socialista                   | Partito Socialista                   | 611     | 0,9  |
|                                                   | Ambientalisti                        | Ambientalisti                        | 608     | 0,9  |
|                                                   | Gruppo Indipendente Libertà          | Gruppo Indipendente Libertà          | 482     | 0,7  |
|                                                   | Mani Pulite                          | Mani Pulite                          | 234     | 0,3  |
|                                                   | Lega d’Azione Meridionale            | Lega d’Azione Meridionale            | 206     | 0,3  |
| Gesamt                                            | Gesamt                               | Gesamt                               | 66.874  | 100  |
|                                                   |                                      |                                      |         |      |
| Ungültige Stimmen                                 | Ungültige Stimmen                    | Ungültige Stimmen                    | 9.785   | 12,8 |
| Wähler                                            | Wähler                               | Wähler                               | 76.659  | 78,3 |
| Wahlberechtigte                                   | Wahlberechtigte                      | Wahlberechtigte                      | 97.905  |      |
|                                                   |                                      |                                      |         |      |
| Quelle: Innenministerium                          |                                      |                                      |         |      |

#### Parlamentswahl 2001

##### Direktstimmen
| Kandidaten               | Kandidaten               | Parteien           | Stimmen | %    |
| ------------------------ | ------------------------ | ------------------ | ------- | ---- |
|                          | Donato Piglionicagewählt | L’Ulivo            | 35.461  | 46,3 |
|                          | Girolamo Pugliese        | Casa delle Libertà | 26.552  | 34,7 |
|                          | Pietro Dibattista        | Democrazia Europea | 12.171  | 15,9 |
|                          | Francesco Labarile       | Lista Di Pietro    | 2.421   | 3,2  |
| Gesamt                   | Gesamt                   | Gesamt             | 76.605  | 100  |
|                          |                          |                    |         |      |
| Ungültige Stimmen        | Ungültige Stimmen        | Ungültige Stimmen  | 8.859   | 10,4 |
| Wähler                   | Wähler                   | Wähler             | 85.464  | 82,5 |
| Wahlberechtigte          | Wahlberechtigte          | Wahlberechtigte    | 103.595 |      |
|                          |                          |                    |         |      |
| Quelle: Innenministerium |                          |                    |         |      |

##### Listenstimmen
| Parteien                       | Parteien                             | Parteien                               | Stimmen | %    |
| ------------------------------ | ------------------------------------ | -------------------------------------- | ------- | ---- |
|                                | Casa delle Libertà                   | Forza Italia                           | 21.126  | 28,2 |
| Alleanza Nazionale             | Casa delle Libertà                   | 7.984                                  | 10,7    |      |
| CCD – CDU                      | Casa delle Libertà                   | 3.549                                  | 4,7     |      |
| Nuovo PSI                      | Casa delle Libertà                   | 681                                    | 0,9     |      |
| ↳ Gesamt                       | Casa delle Libertà                   | 33.340                                 | 44,5    |      |
|                                | L’Ulivo                              | La Margherita (Dem – PPI – RI – Udeur) | 14.851  | 19,8 |
| Democratici di Sinistra        | L’Ulivo                              | 12.409                                 | 16,6    |      |
| Il Girasole (FdV – SDI)        | L’Ulivo                              | 1.411                                  | 1,9     |      |
| Partito dei Comunisti Italiani | L’Ulivo                              | 1.092                                  | 1,5     |      |
| ↳ Gesamt                       | L’Ulivo                              | 29.763                                 | 39,7    |      |
|                                | Partito della Rifondazione Comunista | Partito della Rifondazione Comunista   | 3.413   | 4,6  |
|                                | Democrazia Europea                   | Democrazia Europea                     | 3.377   | 4,5  |
|                                | Lista Di Pietro                      | Lista Di Pietro                        | 3.093   | 4,1  |
|                                | Fiamma Tricolore                     | Fiamma Tricolore                       | 921     | 1,2  |
|                                | Lista Emma Bonino                    | Lista Emma Bonino                      | 793     | 1,1  |
|                                | Lega d’Azione Meridionale            | Lega d’Azione Meridionale              | 113     | 0,2  |
|                                | Paese Nuovo                          | Paese Nuovo                            | 85      | 0,1  |
|                                | Abolizione Scorporo                  | Abolizione Scorporo                    | 30      | 0,0  |
| Gesamt                         | Gesamt                               | Gesamt                                 | 74.928  | 100  |
|                                |                                      |                                        |         |      |
| Ungültige Stimmen              | Ungültige Stimmen                    | Ungültige Stimmen                      | 10.541  | 12,3 |
| Wähler                         | Wähler                               | Wähler                                 | 85.469  | 82,5 |
| Wahlberechtigte                | Wahlberechtigte                      | Wahlberechtigte                        | 103.595 |      |
|                                |                                      |                                        |         |      |
| Quelle: Innenministerium       |                                      |                                        |         |      |

## Von 2017 bis 2020

### Wahlkreisgebiet
Der Wahlkreis umfasste Gemeinden: 

### Wahlergebnisse

#### Parlamentswahl 2018
| Kandidaten               | Kandidaten            | Stimmen | %    | Listen                              | Stimmen | %    |
| ------------------------ | --------------------- | ------- | ---- | ----------------------------------- | ------- | ---- |
|                          | Nunzio Angiolagewählt | 72.248  | 48,3 | Movimento 5 Stelle                  | 72.248  | 48,3 |
|                          | Rossano Sasso         | 47.774  | 31,9 | Forza Italia                        | 27.505  | 18,4 |
| Lega                     | Rossano Sasso         | 47.774  | 31,9 | 8.277                               | 5,5     |      |
| Noi con l’Italia – UDC   | Rossano Sasso         | 47.774  | 31,9 | 6.088                               | 4,1     |      |
| Fratelli d’Italia        | Rossano Sasso         | 47.774  | 31,9 | 5.904                               | 3,9     |      |
|                          | Cecilia Ventricelli   | 20.308  | 13,6 | Partito Democratico                 | 17.589  | 11,8 |
| +Europa                  | Cecilia Ventricelli   | 20.308  | 13,6 | 1.416                               | 0,9     |      |
| Italia Europa Insieme    | Cecilia Ventricelli   | 20.308  | 13,6 | 768                                 | 0,5     |      |
| Civica Popolare          | Cecilia Ventricelli   | 20.308  | 13,6 | 535                                 | 0,4     |      |
|                          | Salvatore Lospalluto  | 5.210   | 3,5  | Liberi e Uguali                     | 5.210   | 3,5  |
|                          | Domenico Gargano      | 1.333   | 0,9  | CasaPound Italia                    | 1.333   | 0,9  |
|                          | Angelo D’Ingeo        | 1.007   | 0,7  | Il Popolo della Famiglia            | 1.007   | 0,7  |
|                          | Gaetano Colantuono    | 971     | 0,6  | Potere al Popolo!                   | 971     | 0,6  |
|                          | Domenico Termine      | 522     | 0,3  | Partito Comunista                   | 522     | 0,3  |
|                          | Maria Giannuzzi       | 183     | 0,1  | 10 Volte Meglio                     | 183     | 0,1  |
|                          | Anna Patimo           | 115     | 0,1  | Partito Repubblicano Italiano – ALA | 115     | 0,1  |
| Gesamt                   | Gesamt                | 149.671 | 100  |                                     | 149.671 | 100  |
|                          |                       |         |      |                                     |         |      |
| Ungültige Stimmen        | Ungültige Stimmen     | 4.595   | 3,0  |                                     |         |      |
| Wähler                   | Wähler                | 154.266 | 72,6 |                                     |         |      |
| Wahlberechtigte          | Wahlberechtigte       | 212.628 |      |                                     |         |      |
|                          |                       |         |      |                                     |         |      |
| Quelle: Innenministerium |                       |         |      |                                     |         |      |

## Seit 2020

### Wahlkreisgebiet
| Wahlkreise – Camera dei deputati – Apulien | Wahlkreise – Camera dei deputati – Apulien   | Wahlkreise – Camera dei deputati – Apulien                         |
| Provinz                                    | Provinz                                      | Gemeinden nach Provinzen ⮞ Wahlkreis                               |
| ------------------------------------------ | -------------------------------------------- | ------------------------------------------------------------------ |
|                                            | Metropolitanstadt Bari (41 Gemeinden)        | 9 ⮞ Wahlkreis Bari 17 ⮞ Wahlkreis Molfetta 15 ⮞ Wahlkreis Altamura |
|                                            | Provinz Barletta-Andria-Trani (10 Gemeinden) | 7 ⮞ Wahlkreis Andria 3 ⮞ Wahlkreis Cerignola                       |
|                                            | Provinz Brindisi (20 Gemeinden)              | alle ⮞ Wahlkreis Brindisi                                          |
|                                            | Provinz Foggia (61 Gemeinden)                | 39 ⮞ Wahlkreis Foggia 22 ⮞ Wahlkreis Cerignola                     |
|                                            | Provinz Lecce (96 Gemeinden)                 | 30 ⮞ Wahlkreis Lecce 66 ⮞ Wahlkreis Galatina                       |
|                                            | Provinz Tarent (29 Gemeinden)                | 22 ⮞ Wahlkreis Tarent 7 ⮞ Wahlkreis Altamura                       |

Der Wahlkreis umfasst 22 Gemeinden:
- 15 Gemeinden der Metropolitanstadt Bari;
- 7 Gemeinden der Provinz Tarent.

### Wahlergebnisse

#### Parlamentswahl 2022
| Kandidaten                          | Kandidaten                  | Stimmen | %    | Listen                                                  | Stimmen | %    |
| ----------------------------------- | --------------------------- | ------- | ---- | ------------------------------------------------------- | ------- | ---- |
|                                     | Rossano Sassogewählt        | 93.467  | 43,8 | Fratelli d’Italia                                       | 49.034  | 23,0 |
| Forza Italia                        | Rossano Sassogewählt        | 93.467  | 43,8 | 32.606                                                  | 15,3    |      |
| Lega per Salvini Premier            | Rossano Sassogewählt        | 93.467  | 43,8 | 10.742                                                  | 5,0     |      |
| Noi Moderati                        | Rossano Sassogewählt        | 93.467  | 43,8 | 1.085                                                   | 0,5     |      |
|                                     | Beatrice Ottaviani          | 54.330  | 25,5 | Movimento 5 Stelle                                      | 54.330  | 25,5 |
|                                     | Domenico Nisi               | 45.377  | 21,3 | Partito Democratico – Italia Democratica e Progressista | 34.348  | 16,1 |
| Alleanza Verdi e Sinistra           | Domenico Nisi               | 45.377  | 21,3 | 5.876                                                   | 2,8     |      |
| +Europa                             | Domenico Nisi               | 45.377  | 21,3 | 3.709                                                   | 1,7     |      |
| Impegno Civico – Centro Democratico | Domenico Nisi               | 45.377  | 21,3 | 1.444                                                   | 0,7     |      |
|                                     | Rosalia Maria Lisi          | 11.335  | 5,3  | Azione – Italia Viva                                    | 11.335  | 5,3  |
|                                     | Vincenzo Stellaccio         | 3.437   | 1,6  | Italia Sovrana e Popolare                               | 3.437   | 1,6  |
|                                     | Sabrina Mafalda Lanzillotti | 3.057   | 1,4  | Italexit per l’Italia                                   | 3.057   | 1,4  |
|                                     | Preneste Anzolin            | 2.176   | 1,0  | Unione Popolare                                         | 2.176   | 1,0  |
| Gesamt                              | Gesamt                      | 213.179 | 100  |                                                         | 213.179 | 100  |
|                                     |                             |         |      |                                                         |         |      |
| Ungültige Stimmen                   | Ungültige Stimmen           | 10.174  | 4,6  |                                                         |         |      |
| Wähler                              | Wähler                      | 223.353 | 60,1 |                                                         |         |      |
| Wahlberechtigte                     | Wahlberechtigte             | 371.762 |      |                                                         |         |      |
|                                     |                             |         |      |                                                         |         |      |
| Quelle: Innenministerium            |                             |         |      |                                                         |         |      |